# Seifertite
La seifertite è un minerale.